# Veniliornis callonotus
El carpintero escarlata (Veniliornis callonotus) también conocido como carpintero dorsiescarlata o carpintero rojo y blanco, es una especie de ave piciforme de la familia Picidae. Habita en bosques secos, bosques húmedos y matorrales de Colombia, Ecuador y Perú.

## Subspecies
Se reconocen dos subespecies:
- Veniliornis callonotus callonotus (Waterhouse, 1841)
- Veniliornis callonotus major (Berlepsch & Taczanowski, 1884)